# Aculepeira
Aculepeira is een geslacht van spinnen uit de  familie van de wielwebspinnen (Araneidae).

## Soorten
- Aculepeira aculifera (O. P.-Cambridge, 1889)
- Aculepeira albovittata (Mello-Leitão, 1941)
- Aculepeira angeloi Álvares, Loyola & De Maria, 2005
- Aculepeira apa Levi, 1991
- Aculepeira armida (Audouin, 1826)
  - Aculepeira armida orientalis (Kulczyński, 1901)
  - Aculepeira armida pumila (Simon, 1929)
- Aculepeira azul Levi, 1991
- Aculepeira busu Levi, 1991
- Aculepeira carbonaria (L. Koch, 1869)
  - Aculepeira carbonaria fulva (Franganillo, 1913)
  - Aculepeira carbonaria sinensis (Schenkel, 1953)
- Aculepeira carbonarioides (Keyserling, 1892)
- Aculepeira ceropegia (Walckenaer, 1802) (Eikenbladspin)
- Aculepeira escazu Levi, 1991
- Aculepeira gravabilis (O. P.-Cambridge, 1889)
- Aculepeira lapponica (Holm, 1945)
- Aculepeira luosangensis Yin et al., 1990
- Aculepeira machu Levi, 1991
- Aculepeira matsudae Tanikawa, 1994
- Aculepeira packardi (Thorell, 1875)
- Aculepeira serpentina Guo & Zhang, 2010
- Aculepeira taibaishanensis Zhu & Wang, 1995
- Aculepeira talishia (Zawadsky, 1902)
- Aculepeira travassosi (Soares & Camargo, 1948)
- Aculepeira visite Levi, 1991
- Aculepeira vittata (Gerschman & Schiapelli, 1948)